# Matt Maloney (baseball)
Matthew Michael Maloney (né le 16 janvier 1984 à Sandusky, Ohio, États-Unis) est un lanceur gaucher qui joue dans la Ligue majeure de baseball de 2009 à 2012. 

## Carrière
Après des études secondaires à la Huron High School de Huron (Ohio), Matt Maloney suit des études supérieures à l'Université du Mississippi où il porte les couleurs des Ole Miss Rebels en 2004 à 2005.  
Maloney est repêché le 7 juin 2005 par les Phillies de Philadelphie au troisième tour de sélection. Il perçoit un bonus de 400 000 dollars à la signature de son premier contrat professionnel le 23 juin 2005. 
Encore joueur de Ligues mineures, Maloney est échangé aux Reds de Cincinnati contre Kyle Lohse le 30 juillet 2007. Il débute en Ligue majeure le 6 juin 2009 et accumule quatre défaites lors de ses cinq premières apparitions au plus haut niveau. Maloney signe son premier succès le 17 septembre face aux Marlins de la Floride.
Après la saison 2011, Maloney passe des Reds aux Twins du Minnesota, ces derniers le réclamant au ballottage. Il dispute 9 matchs avec les Twins en 2012.

## Statistiques
En saison régulière
| Statistiques de lanceur |            |   |    |    |     |   |   |    |      |    |      |
| Saison                  | Équipe     | G | GS | CG | SHO | V | D | SV | IP   | SO | ERA  |
| 2009                    | Cincinnati | 7 | 7  | 0  | 0   | 2 | 4 | 0  | 40.2 | 28 | 4,87 |
| Totaux                  | Totaux     | 7 | 7  | 0  | 0   | 2 | 4 | 0  | 40.2 | 28 | 4,87 |

Note: G = Matches joués ; GS = Matches comme lanceur partant ; CG = Matches complets ; SHO = Blanchissages ; 
V = Victoires ; D = Défaites ; SV = Sauvetages ; IP = Manches lancées ; SO = retraits sur des prises ; ERA = Moyenne de points mérités.